# Francesco Lagomarsino
Francesco Lagomarsino (Genova, 1823 – 5 marzo 1909) è stato un predicatore italiano.
Figlio di Paolo e Francesca Margherita Lagomarsino, Francesco fu un evangelista legato alla Chiesa libera italiana ottocentesca ed al movimento della Chiesa dei Fratelli.
Insegnò nella scuola per evangelisti di Milano della Chiesa libera, poi si stabilì a Spinetta Marengo da cui partì per evangelizzare il Piemonte e creare comunità evangeliche locali fra cui quella di Biella.